# Ribeira Branca
Ribeira Branca é uma povoação portuguesa do Município de Torres Novas que foi sede da extinta Freguesia de Ribeira Branca, freguesia que tinha 7,73 km² de área e 618 habitantes (2011), e, por isso, uma densidade populacional de 79,9 hab/km².
A Freguesia de Ribeira Branca foi extinta (agregada) pela reorganização administrativa de 2012/2013, sendo o seu território integrado na União das Freguesias de Torres Novas (São Pedro), Lapas e Ribeira Branca.

## População
| População da freguesia de Ribeira Branca | População da freguesia de Ribeira Branca | População da freguesia de Ribeira Branca | População da freguesia de Ribeira Branca | População da freguesia de Ribeira Branca | População da freguesia de Ribeira Branca | População da freguesia de Ribeira Branca | População da freguesia de Ribeira Branca | População da freguesia de Ribeira Branca | População da freguesia de Ribeira Branca | População da freguesia de Ribeira Branca | População da freguesia de Ribeira Branca | População da freguesia de Ribeira Branca | População da freguesia de Ribeira Branca | População da freguesia de Ribeira Branca |
| ---------------------------------------- | ---------------------------------------- | ---------------------------------------- | ---------------------------------------- | ---------------------------------------- | ---------------------------------------- | ---------------------------------------- | ---------------------------------------- | ---------------------------------------- | ---------------------------------------- | ---------------------------------------- | ---------------------------------------- | ---------------------------------------- | ---------------------------------------- | ---------------------------------------- |
| 1864                                     | 1878                                     | 1890                                     | 1900                                     | 1911                                     | 1920                                     | 1930                                     | 1940                                     | 1950                                     | 1960                                     | 1970                                     | 1981                                     | 1991                                     | 2001                                     | 2011                                     |
| 979                                      | 1 004                                    | 800                                      | 943                                      | 856                                      | 864                                      | 838                                      | 854                                      | 776                                      | 755                                      | 759                                      | 776                                      | 772                                      | 724                                      | 618                                      |

| Distribuição da População por Grupos Etários | Distribuição da População por Grupos Etários | Distribuição da População por Grupos Etários | Distribuição da População por Grupos Etários | Distribuição da População por Grupos Etários | Distribuição da População por Grupos Etários | Distribuição da População por Grupos Etários | Distribuição da População por Grupos Etários | Distribuição da População por Grupos Etários | Distribuição da População por Grupos Etários |
| -------------------------------------------- | -------------------------------------------- | -------------------------------------------- | -------------------------------------------- | -------------------------------------------- | -------------------------------------------- | -------------------------------------------- | -------------------------------------------- | -------------------------------------------- | -------------------------------------------- |
| Ano                                          | 0-14 Anos                                    | 15-24 Anos                                   | 25-64 Anos                                   | > 65 Anos                                    |                                              | 0-14 Anos                                    | 15-24 Anos                                   | 25-64 Anos                                   | > 65 Anos                                    |
| 2001                                         | 80                                           | 101                                          | 364                                          | 179                                          |                                              | 11,0%                                        | 14,0%                                        | 50,3%                                        | 24,7%                                        |
| 2011                                         | 71                                           | 53                                           | 328                                          | 166                                          |                                              | 11,5%                                        | 8,6%                                         | 53,1%                                        | 26,9%                                        |

Média do País no censo de 2001:  0/14 Anos-16,0%; 15/24 Anos-14,3%; 25/64 Anos-53,4%; 65 e mais Anos-16,4%
Média do País no censo de 2011:   0/14 Anos-14,9%; 15/24 Anos-10,9%; 25/64 Anos-55,2%; 65 e mais Anos-19,0%